# Павловский, Александр Александрович
Алекса́ндр Алекса́ндрович Павло́вский (1875—?) — русский офицер, подполковник (1914 г.), участник Русско-японской и Гражданской войн.

## Биография
Родился 21.02.1875 г. в городе Малоархангельске Орловской губернии, из дворян, православный. Общее образование получил в Саратовском 1-м реальном училище. Окончил Казанское пехотное юнкерское училище по 2-му разряду в 1897 году . Службу начал в Семипалатинском резервном батальоне. В Пограничной Страже с 01.06.1902 г., с 10.06.1902 г.— в Заамурском округе. На 1904 г. — поручик Заамурского округа отдельного корпуса Пограничной стражи. На 1914 г. — ротмистр, 4-й пограничный Заамурский конный полк. В Маньчжурию прибыл в 1902 г. из г. Семипалатинска в распоряжение Заамурского Округа Пограничной Стражи. Участник Русско-Японской войны 1904—1905 гг..

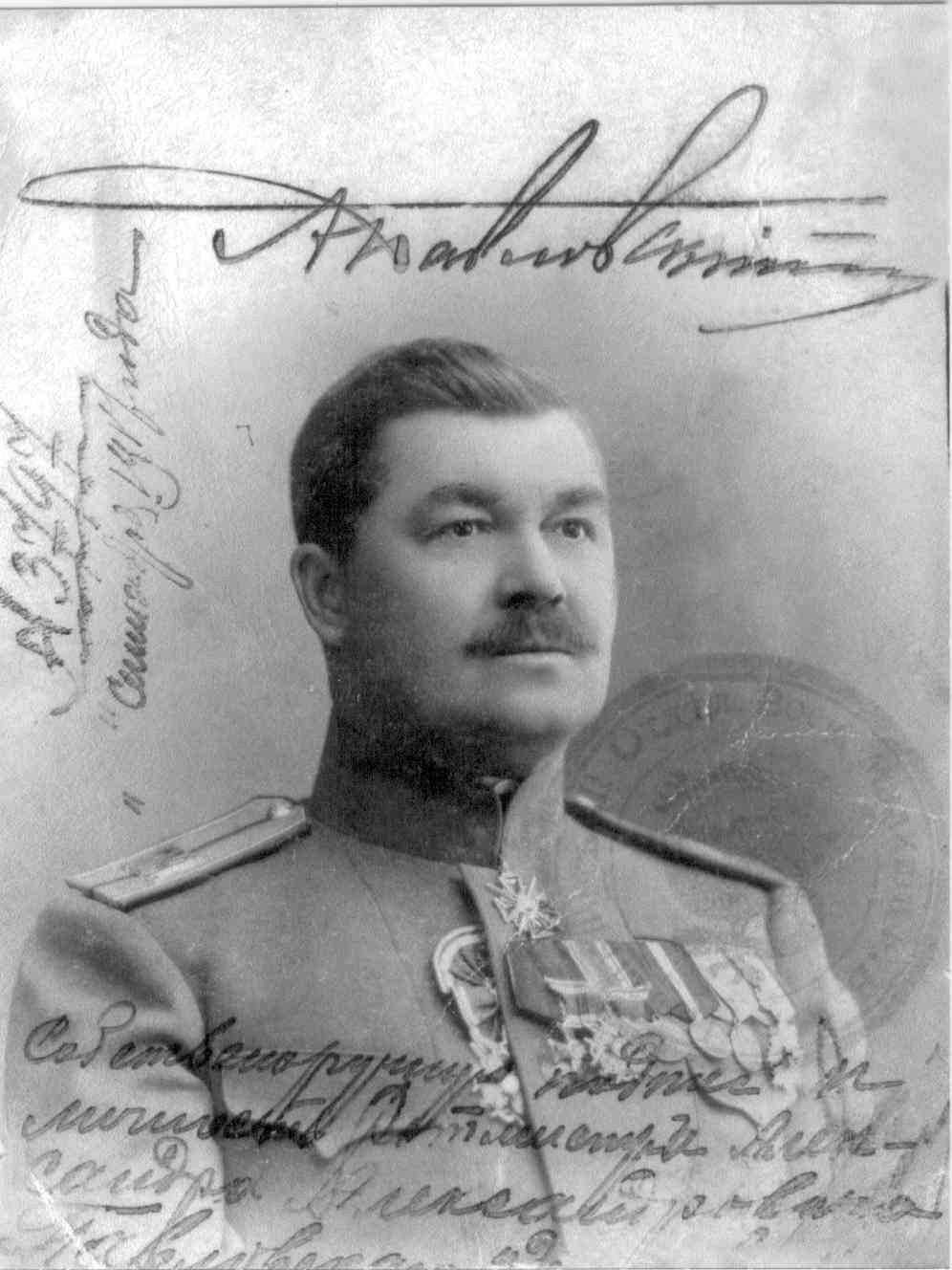
Павловский Александр Александрович 1917 г.

В 1906—1919 гг.— начальник 3-го отделения железнодорожной полиции. В 1919 г. находился в г. Сретенске при штабе адмирала Колчака. Вышел из Гражданской войны в чине подполковника. В 1920—1921 гг. — полицейский надзиратель при городской управе в Харбине. В 1922—1923 гг. заведовал курортом «Имяньпо». В 1924—1926 гг.— торговый смотритель при финансовом отделе Харбинского Общественного Самоуправления. В 1927—1930 гг. служил в Британской транспортной компании, заведующий хозяйством. В 1938 г. уехал на станцию Мулин. Дальнейшая судьба неизвестна.
- Чины:[2]

В службу вступил 25.01.1894 г.
27.04.1898 г.— подпоручик
06.04.1903 г.— поручик
12.01.1905 г.— штабс-ротмистр
12.01.1909 г.— ротмистр

## Награды
- Орден Святой Анны 4-й степени «За храбрость» — 1904 г.
- Орден Святого Станислава 3-й степени с мечами и бантом — 1905 г.
- Орден Святого Станислава 2-й степени с мечами — 1905 г.
- Орден Святой Анны 2-й степени — 1906 г.
- Китайский орден "Звезды" 3 ст. 3 кл . — 1912 г.
- Орден Святого Владимира 4 степени с мечами и бантом — 1914 г.[2]

## Семья
Жена — Ольга Николаевна. Сын — Александр.